# Hendrik Werkman
Hendrik Nicolaas Werkman (Leens, 29 april 1882 – Bakkeveen, 10 april 1945) was een Nederlands expressionistisch kunstenaar. Hij werd bekend als de drukker van De Ploeg, de kunstenaarsvereniging die aan het begin van de 20e eeuw het culturele leven in Groningen 'opschudde'.

## Leven en werk

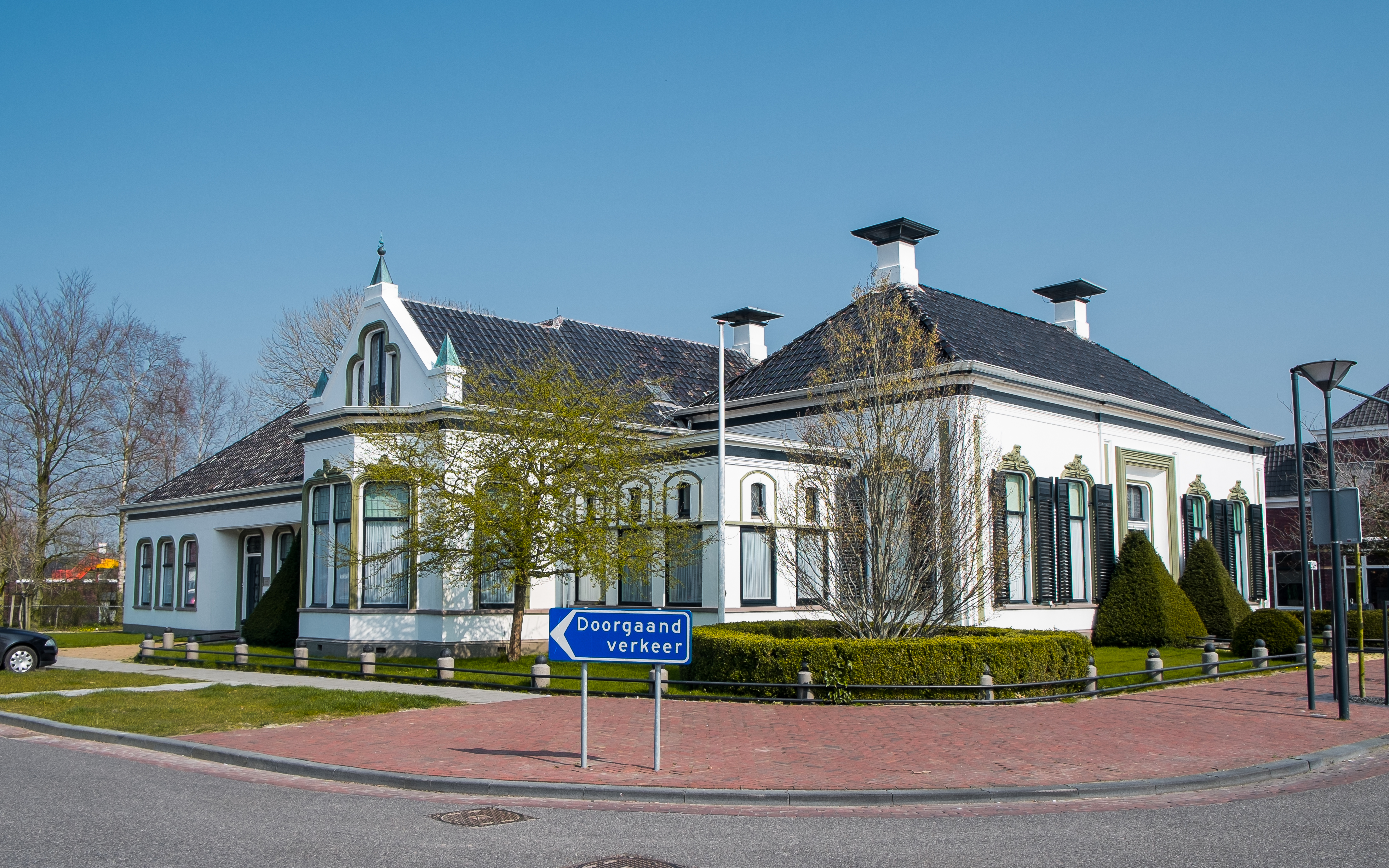
Geboortehuis in Leens

Hendrik Werkman verloor al jong zijn vader en kwam met zijn moeder en twee broers in Groningen terecht. Werkman was boekdrukker (vanaf 1907 zelfstandig) en had een kleine uitgeverij in Groningen, waar in hoogtijdagen ongeveer twintig mensen werkten. Als lid van de (in 1918 opgerichte) Groninger schildersvereniging De Ploeg maakte hij verschillende affiches, uitnodigingen en catalogi voor de activiteiten van de vereniging. De zakenman in hem maakt plaats voor de kunstenaar, een autodidact. In 1921-22 gaf hij het door hemzelf gedrukte Blad voor Kunst uit, waarvan de redactie werd gevormd door Jan Wiegers en Jan Gerrit Jordens (voor de beeldende kunst), August Defresne (letterkunde) en Daniël Ruyneman (muziek). Na zes nummers werd het opgevolgd door het tijdschrift The next call, waarop hij meer zijn persoonlijke stempel kon drukken. Hij gaf het in eigen beheer uit van 1923 tot 1926 en wisselde het uit met avant-gardisten in Parijs, Antwerpen, Polen en Rusland, onder wie Michel Seuphor en met Mieczysław Szczuka, mederedacteur van het Poolse avant-gardistische blad Blok, wiens werken als inspiratiebron voor Werkman dienden.
Werkman heeft ook geschreven. Hij is de auteur van een klein aantal experimentele gedichten en poëtische prozastukken, waarvan enkele bij de Dada-stroming kunnen worden ingedeeld. Andere teksten zijn manifesten, die hij gebruikte bij het opschudden van het culturele leven in Groningen, bijvoorbeeld Groningen Berlijn Moskou Parijs 1923 en Groeiende Lach. Enkele van zijn teksten werden opgenomen in de biografie van Werkman door Hans van Straten (1963). In 1968 werd een selectie van zijn correspondentie uitgegeven in de serie Privé-domein.
Vlak voor de Tweede Wereldoorlog kwam Werkman in contact met Willem Sandberg, op dat moment hoofdconservator van het Stedelijk Museum in Amsterdam. Sandberg, die oorspronkelijk was opgeleid tot typograaf, verwierf veel werk van Werkman voor het Stedelijk Museum. Het was ook Sandberg die hem in 1939 zijn eerste solotentoonstelling bezorgde in Amsterdam. Critici waren welwillend en er werd werk verkocht.

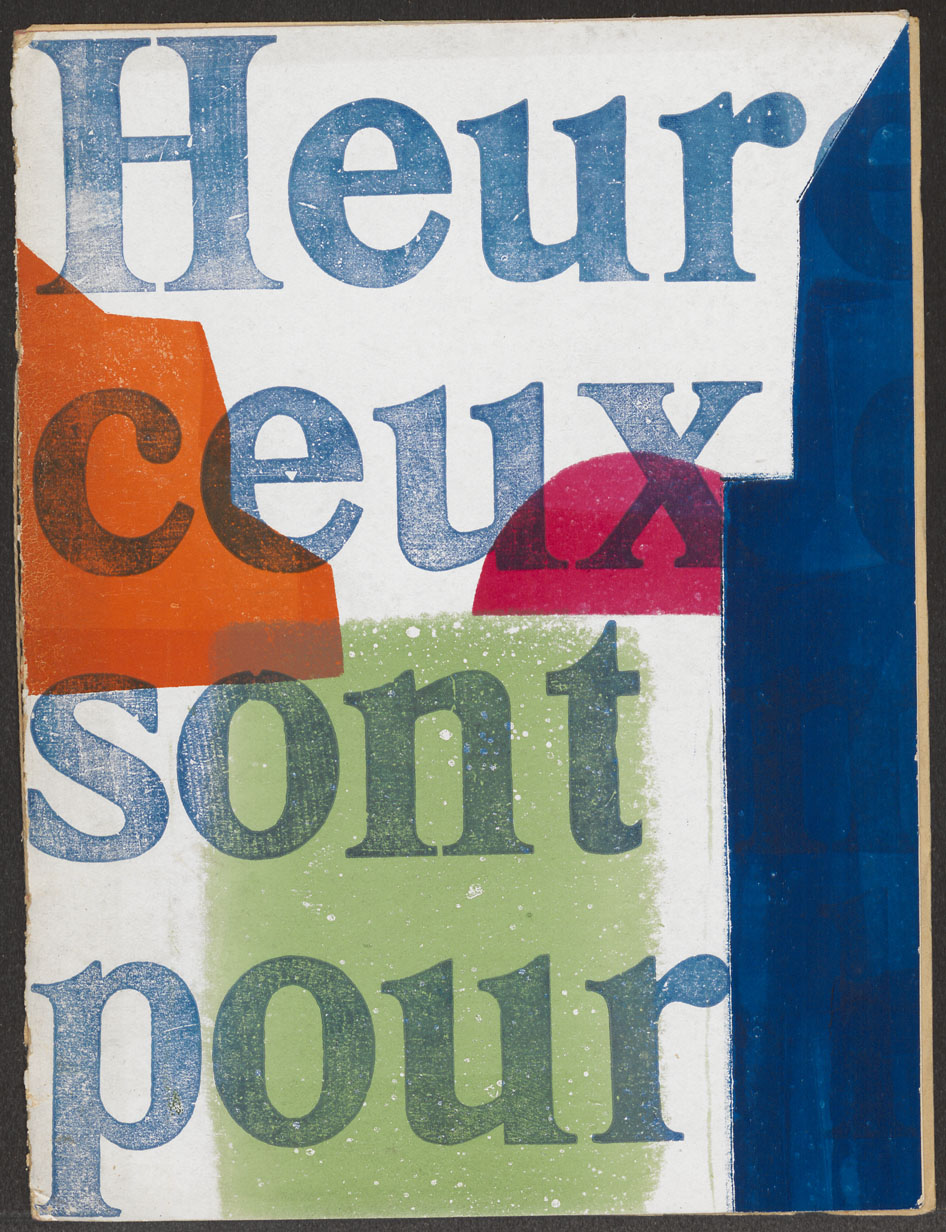
Prière pour nous autres charnels (1941), (Charles Péguy)
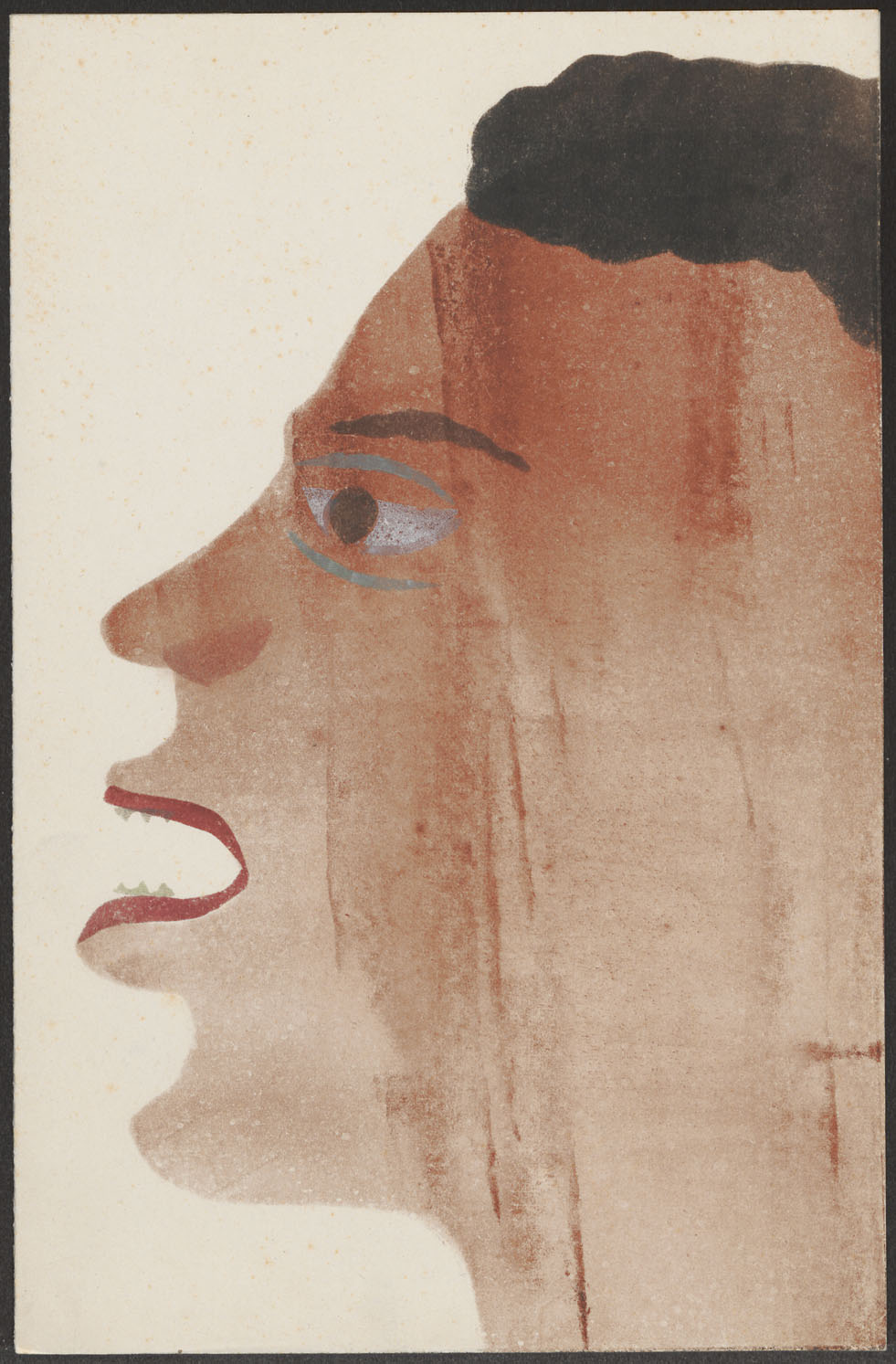
Paul Robeson zingt (1942), (Hendrik Marsman)
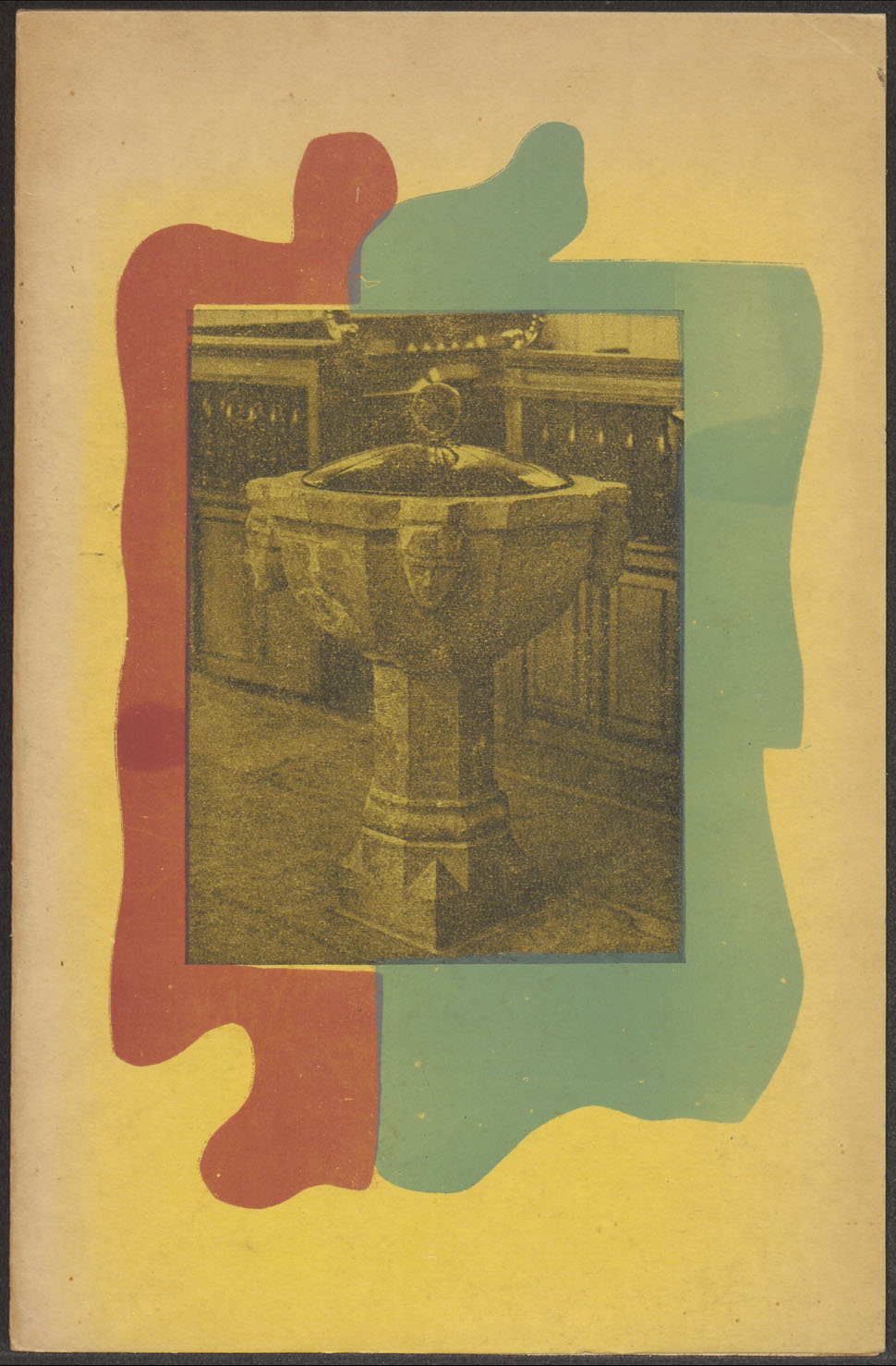
Zo dikwijls als ik dwalend (1944), (Muus Jacobse)
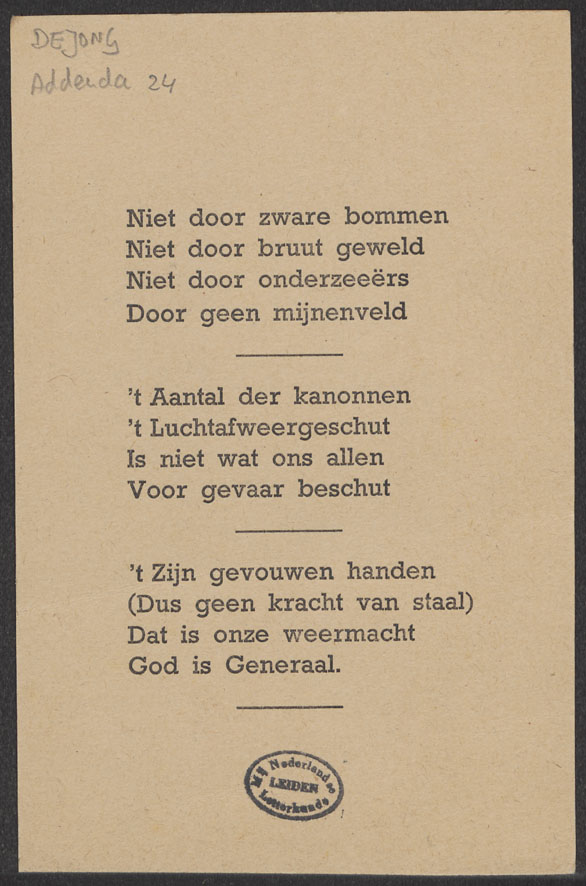
Niet door zware bommen (jaren '40)

Tijdens de oorlog verzorgde hij samen met August Henkels, Adri Buning en Ate Zuithoff onder de naam De Blauwe Schuit verschillende uitgaven die in bedekte termen kritiek leverden op het nazi-bewind. De teksten werden door Werkman voorzien van prachtige kleurrijke "druksels". Uit die tijd stamt ook een van zijn bekendste werken, een dubbele serie van tien druksels getiteld: "Chassidische legenden I en II".

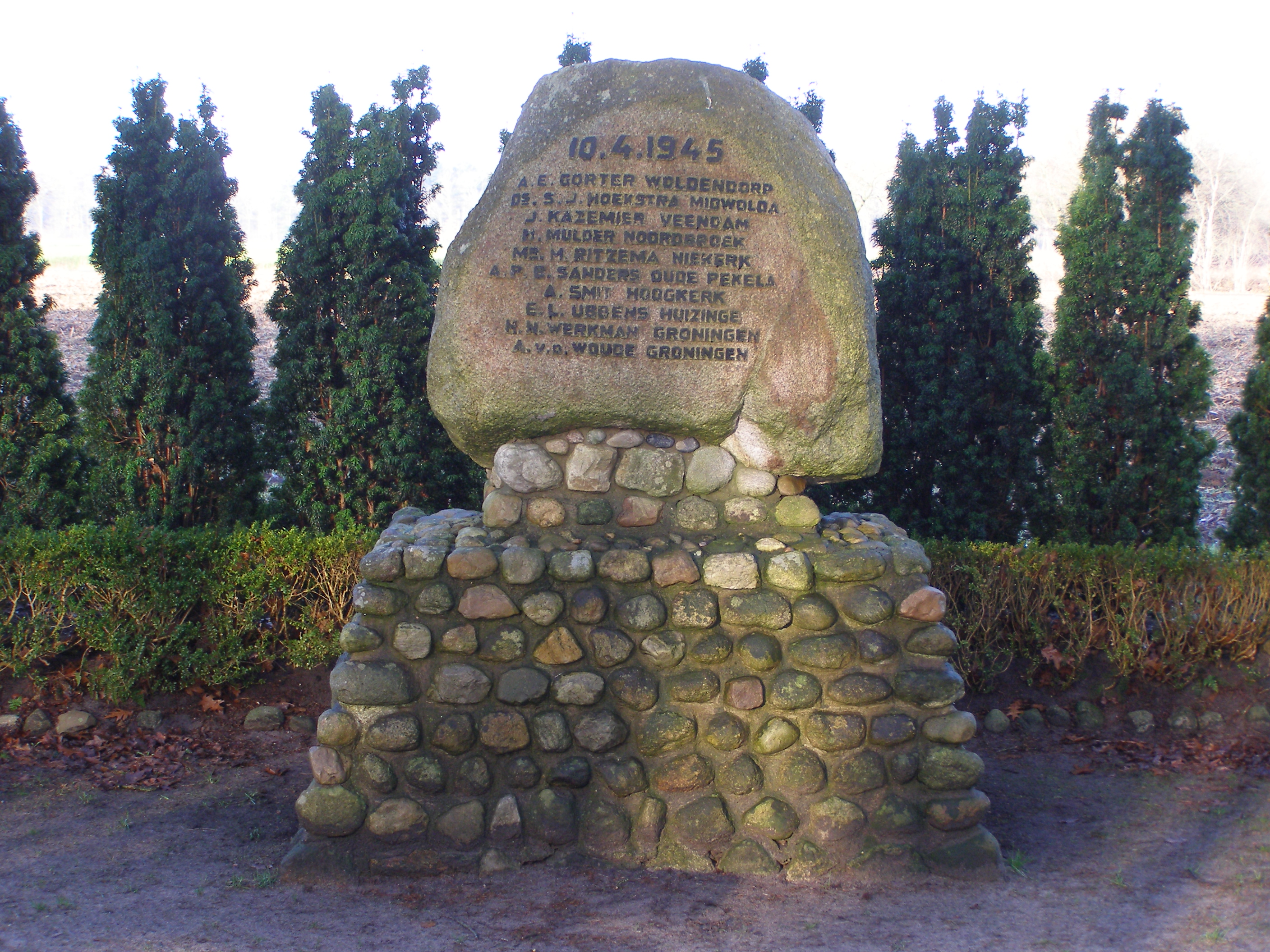
Monument ter nagedachtenis van Werkman en negen anderen die tegelijk met hem werden gefusilleerd

Werkman werd met negen anderen gefusilleerd door SD'er Peter Schaap (van het Scholtenhuis) in de bossen bij Bakkeveen, drie dagen voor de bevrijding van Noord-Nederland. De redenen voor zijn arrestatie en executie zijn nooit helemaal duidelijk geworden. Volgens Monique Brinks was het naderen van de Canadese bevrijders in april 1945, en dus een mogelijk aanstaande bevrijding, de oorzaak van paniek op het Scholtenhuis. Koortsachtig werd door de SD’ers die daar vertoefden gezocht naar manieren om zich van belastend(e) materiaal en personen te ontdoen. De administratie van het Scholtenhuis werd vernietigd en de tientallen gevangenen werden, nadat zij in groepen waren verdeeld, weggevoerd en doodgeschoten om te voorkomen dat zij in handen van de bevrijder zouden vallen en tegen de Duitsers konden getuigen.
Werkman ligt begraven op de begraafplaats van Bakkeveen.

## Postuum
In 1964 is enig grafisch werk van Hendrik Werkman tentoongesteld op de documenta te Kassel (Duitsland).
In 1983 werden zijn voormalige werkruimten, op de bovenverdieping van een pakhuis aan Lage der A nummer 13 in Groningen, verbouwd tot ateliers. Het gebouw werd bij die gelegenheid omgedoopt tot "Werkmanhuis".
In GRID Grafisch Museum Groningen was een Werkman-atelier ingericht, waar aan de hand van authentiek materiaal werd getoond hoe Werkmans technieken tot stand zijn gekomen. Ook waren er verschillende ter plaatse vervaardigde reproducties van zijn druksels te bezichtigen.
Dochter Fie publiceerde in 1987 het boek Herinneringen aan mijn vader Hendrik Nicolaas Werkman.
In 1992 maakte de Nederlandse regisseur Gerrard Verhage Ik ga naar Tahiti, een gedramatiseerde documentaire over Werkmans laatste dagen.
De Stichting H.N. Werkman had als doelstelling om de bekendheid van het werk van Werkman te bevorderen. Ze bezat een grote collectie druksels, gebruiksgrafiek, tekeningen, schilderijen en brieven van Hendrik Nicolaas Werkman. De collectie van de stichting is in het jaar 1999 in langdurig bruikleen overgedragen aan het Groninger Museum. Ook het Amsterdamse Stedelijk Museum droeg tijdelijk haar bezit over aan Groningen. Zo kon in 2002 een omvangrijk project starten om het oeuvre in een database te inventariseren. In het voorjaar van 2007 werd een expositie Werkman Online georganiseerd bij de afronding van de publieksversie van de database. In 2008 werd een oeuvrecatalogus uitgegeven: H.N. Werkman, Het complete oeuvre, waarin voor het eerst een (nagenoeg) compleet overzicht gegeven werd van zijn omvangrijke werk.
Na de tentoonstelling werden de schilderijen, druksels, tekeningen en grafiek geretourneerd aan het Stedelijk Museum. In 2013 besloot het stichtingsbestuur dat zijn taak was voltooid. Het bezit van de stichting werd geschonken aan het Groninger Museum en aan het Stedelijk Museum en de stichting werd opgeheven.
Ook het Klingspor-Museum  te Offenburg, Duitsland, bezit een collectie werken van Werkman. 

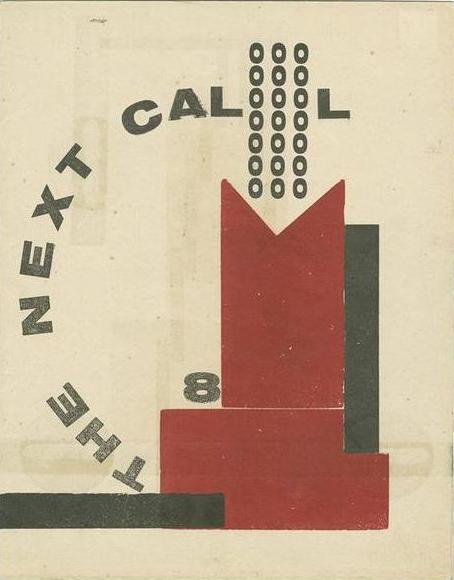
Cover The Next Call (1926)
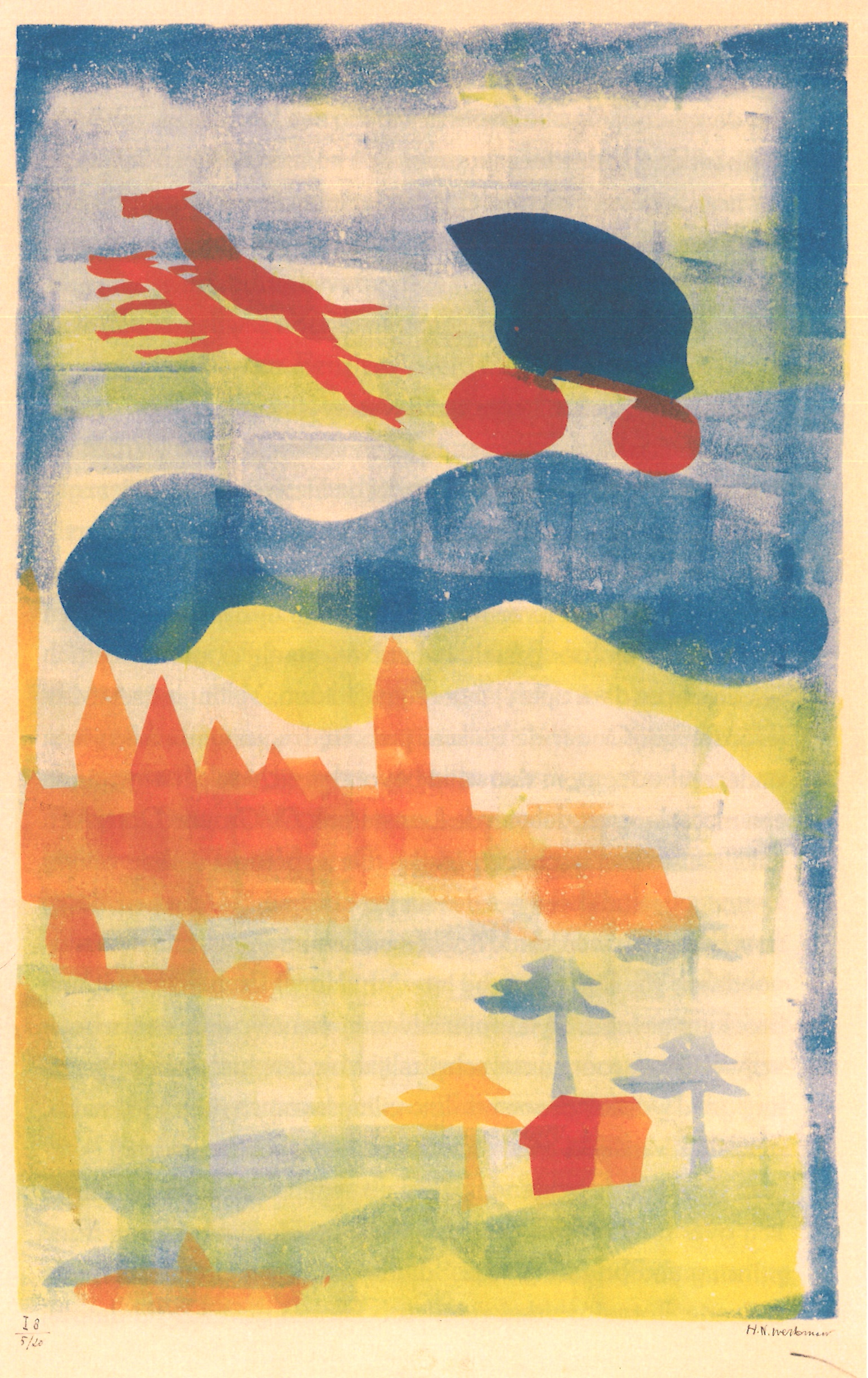
Chassidische legenden (1942)
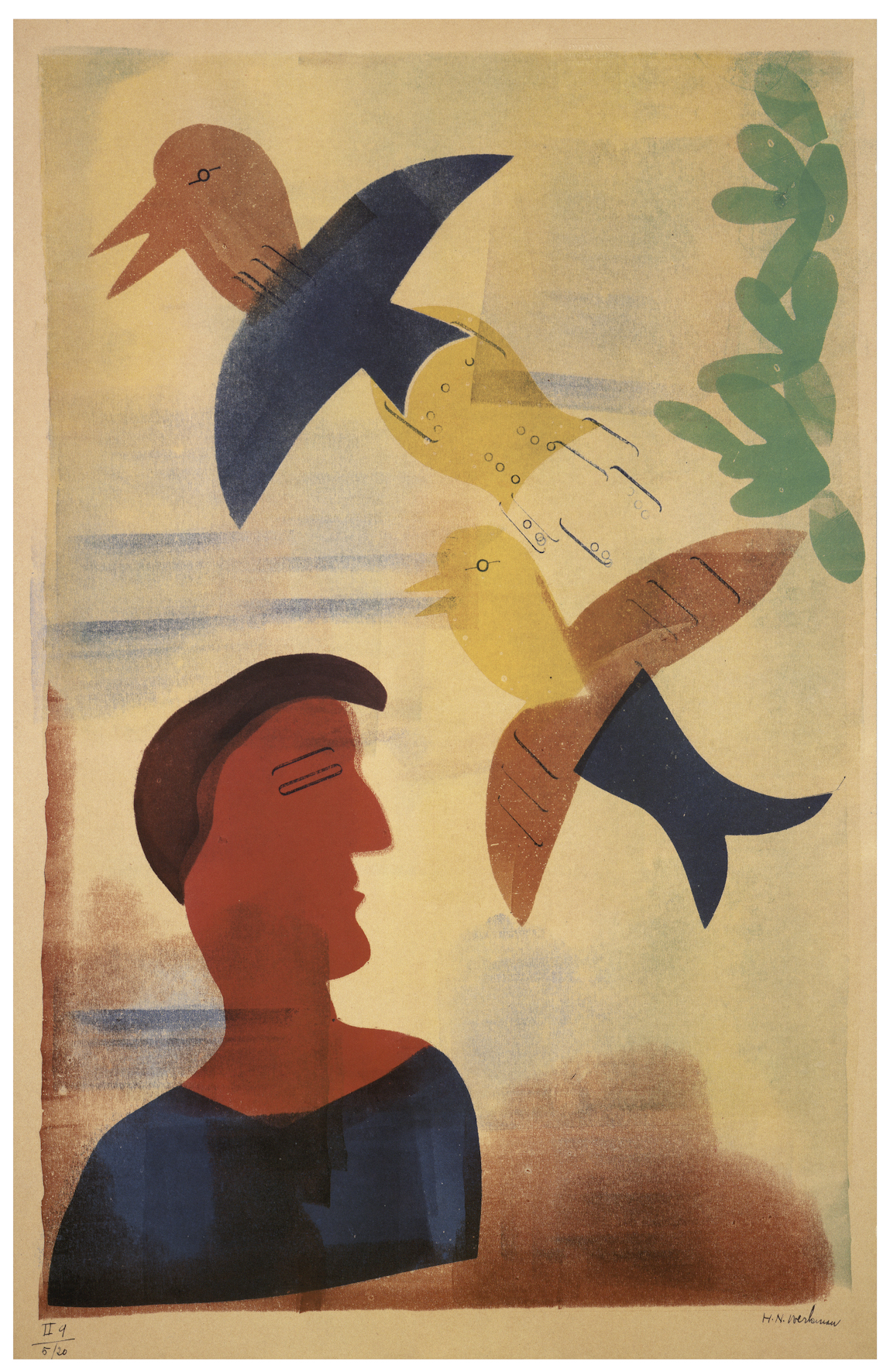
Chassidische legenden (1942)
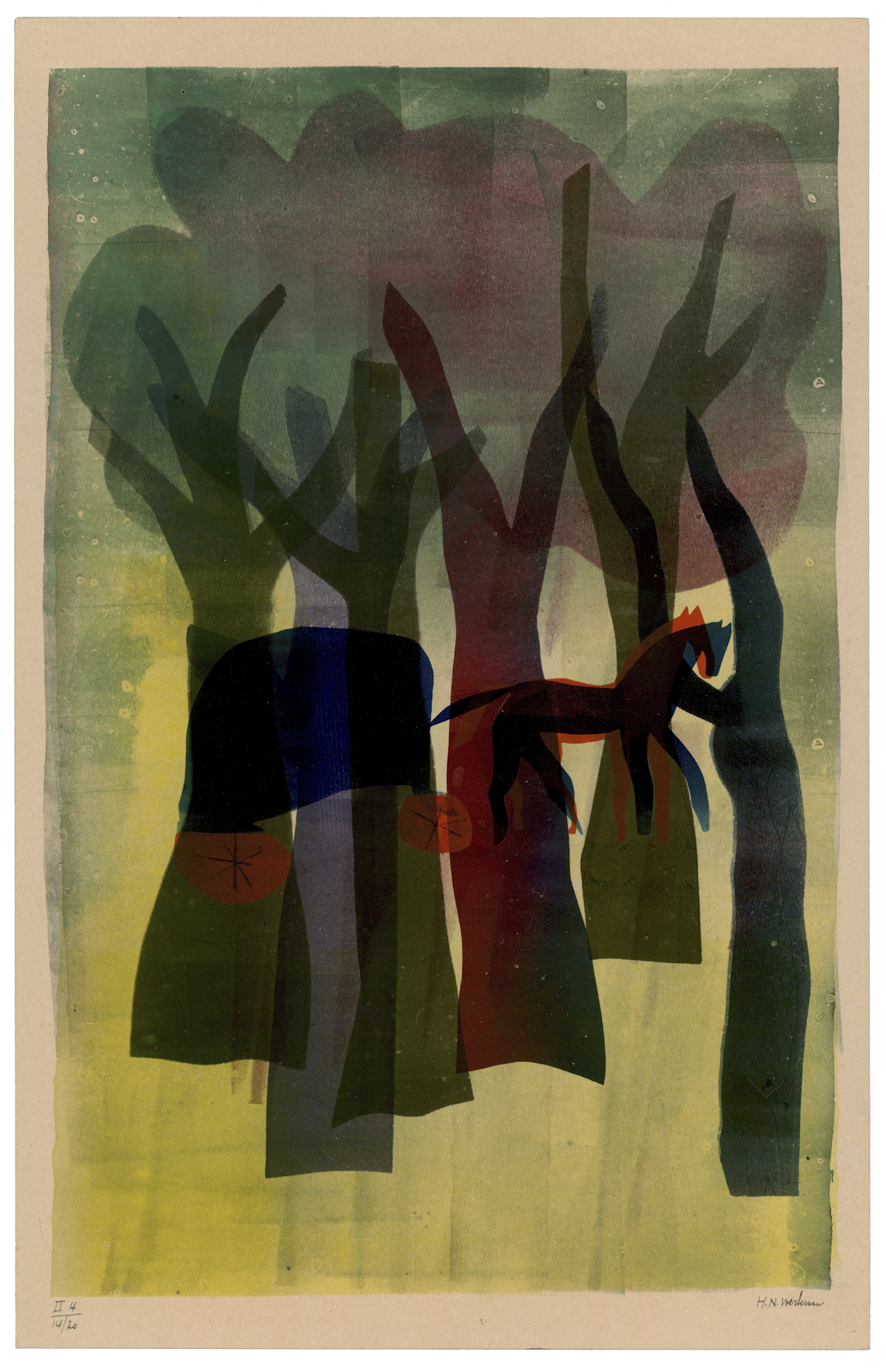
Chassidische legenden (1942)
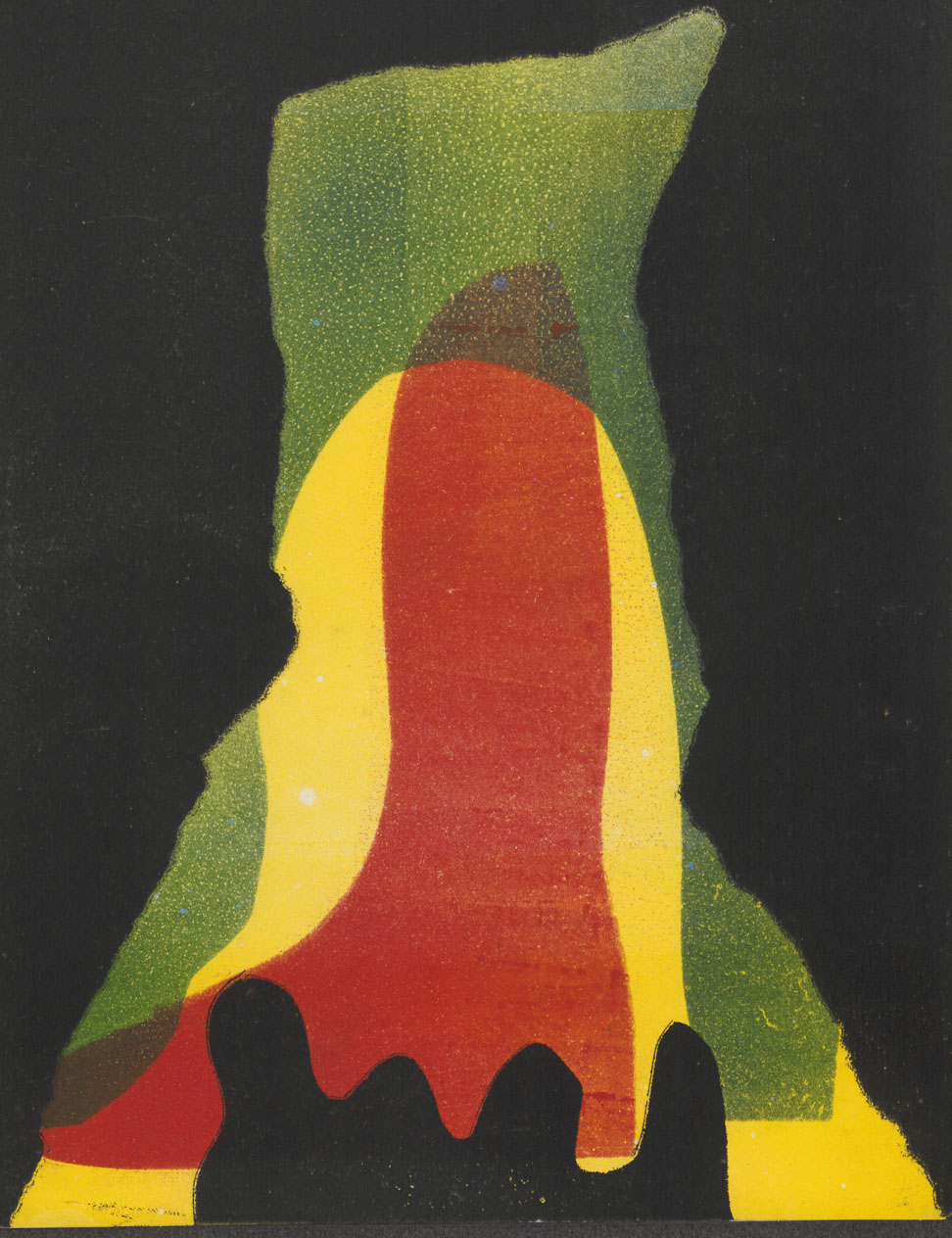
De Grot (1943) (Martinus Nijhoff)

## Eerbetoon
Aan de Nije Drintsewei te Allardsoog tussen Bakkeveen en de volkshogeschool staat een monument ter nagedachtenis van Werkman en de negen anderen die tegelijk met hem werden gefusilleerd. Ook bij zijn geboortehuis in Leens stond een monument, gemaakt door de bronsgieter Ben Joosten. In het voormalige gemeentehuis van De Marne in Leens staan twee beelden van Annet Gaaikema als hommage aan Werkman.
Het H.N. Werkman College, een school voor voortgezet onderwijs in het centrum van Groningen, is naar Werkman genoemd. Deze gemeentelijke openbare scholengemeenschap houdt de erfenis van Werkman levend in het kunstonderwijs en in regelmatig terugkerende projecten.
Tussen 1972 en 2003 bestond, hem ter ere de H.N. Werkmanprijs, een prijs voor grafisch ontwerpen.